# Valor residual
En comptabilitat, el valor residual és el valor mínim d'un actiu al final de la seva vida útil. Per exemple, un cotxe vell té un cert valor residual perquè, encara que hagi deixat de funcionar, conserva el valor dels materials que el componen, que es poden vendre com a ferralla. El valor residual d'un actiu es pot calcular restant els costos d'amortització i depreciació del seu valor inicial quan era nou. Únicament es calcula sobre els actius immobilitzats. En alguns casos, és la llei la que marca un valor residual de referència, donat com a percentatge del valor inicial.